# Canteloup, Calvados
Canteloup är en kommun i departementet Calvados i regionen Normandie i norra Frankrike. Kommunen ligger i kantonen Troarn som ligger i arrondissementet Caen. År 2022 hade Canteloup 189 invånare.

## Befolkningsutveckling
Antalet invånare i kommunen Canteloup
Referens: INSEE